# Stoke Hammond
Stoke Hammond är en ort och civil parish i Storbritannien.   Den ligger i kommunen Buckinghamshire och riksdelen England, i den södra delen av landet, 60 km nordväst om huvudstaden London. Stoke Hammond ligger 87 meter över havet och antalet invånare är 875.
Terrängen runt Stoke Hammond är huvudsakligen platt. Stoke Hammond ligger nere i en dal. Runt Stoke Hammond är det tätbefolkat, med 530 invånare per kvadratkilometer. Närmaste större samhälle är Milton Keynes, 9,8 km norr om Stoke Hammond. Omgivningarna runt Stoke Hammond är en mosaik av jordbruksmark och naturlig växtlighet.